# Steel Wheels/Urban Jungle Tour
Steel Wheels Tour bylo koncertní turné britské rockové skupiny The Rolling Stones, které propagovalo album Steel Wheels. Započalo v srpnu 1989 nejprve v Severní Americe, poté se v únoru 1990 přesunulo do Japonska. Evropská část turné, probíhající v létě 1990 se nazývala Urban Jungle Tour, měla jiné logo a pódium. Jednalo se o poslední turné s baskytaristou Billem Wymanem, který ze skupiny v roce 1993 odešel. Ve své době se jednalo nejdelší, nejvýnosnější a nejnavštěvovanější turné, jaké kdy skupina absolvovala.

## Historie
80. léta byla pro Rolling Stones velmi složitým obdobím, po dvaceti letech každodenního kontaktu, byly vztahy mezi členy kapely, zejména mezi Mickem Jaggerem a Keith Richardsem, silně napjaté. Richards později označoval krizi a pád kapely v polovině osmdesátých let jako třetí světovou válku. Mick Jagger se v té době usilovně věnoval sólové kariéře, znemožňoval tak skupině vyjet na turné a nevěnoval jí dostatečnou pozornost při studiové práci. Stones během tohoto období nahráli dvě nepříliš úspěšná alba Undercover (1983) a Dirty Work (1986), ke kterým neprovedli žádná propagační turné. Jagger se domníval, že by „turné Dirty Work byla noční můra. Nikdo nikoho nesnášel. Všichni byly jako smyslů zbavení a Charlie [Watts] na tom byl vážně špatně. Bylo by to nejhorší turné Rolling Stones. Nejspíš by to byl konec kapely.“ „Kapela nebyla ve stavu, aby vyjela na šňůru. Album nestálo za moc. Zdravotně to bylo peklo. Já sám jsem na tom nebyl nejlíp a zbytek kapely by ani nepřešel Champs-Élysées, natož aby absolvoval turné“, vysvětlil Jagger později. V lednu 1989 byla skupina uvedena Rokenrolové síně slávy, slavnostního ceremoniálu se zúčastnili Jagger, Richards, Wood a Mick Taylor. Zdálo se rovněž, že tato událost signalizovala ukončení napětí ve skupině vyvolané názorovými rozpory ohledně principů tvorby, protože Rolling Stones toho roku nastoupili do studia a začali nahrávat novou desku. Album Steel Wheels, které vyšlo v srpnu 1989, sklidilo nadšené ohlasy kritiky a bylo velmi úspěšné i v hitparádach; umístilo se na 3. místě v žebříčku Top 200 časopisu Billboardu a jen v USA se ho prodalo více než dva miliony kopií. V britském žebříčku se vyšplhalo až na druhou pozici. „Sešli jsme se, abychom naplánovali turné,“ řekl Jagger později. „a z mého pohledu to bylo bez problémů. Všichni se ptali: ‚Páni, a jaké to bylo? Co se tam dělo? Jak to celé proběhlo? Ale nedělo se nic. Mohla z toho být velká hádka, ale nebyla. Myslím, že všichni řekli, že to už tu bylo.“
Turné bylo oznámeno 11. července 1989 na tiskové konferenci na manhattanském nádraží Grand Central Terminal, kam Stones dorazili vlakem z Bronxu. Kapela zkoušela měsíc v dívčí internátní škole Wykeham Rise v příměstské části státu Connecticut. „Nevnímám to jako retrospektivní nebo rozlučkové turné nebo něco podobného, jsou to Rolling Stones v roce 1989“, vysvětloval Jagger. Vůbec poprvé se skupinou na turné vyrazil početný doprovodný ansámbl sestávající ze dvou klávesistů (Chuck Leavell a Matt Clifford), trojice doprovodných vokalistů (Bernard Fowler, Lisa Fischer, Cindy Mizelle) a ze čtyřčlenné dechové sekce (Arno Hecht, Bob Funk, Crispin Cioe, Paul Litteral), doplněné Bobbym Keysem, dlouholetým saxofonistou skupiny. Koncertní repertoár sestával ze směsi starších i nových písní a snažil se pokrýt všechna tvůrčí období kapely. Některé písně tak skupina hrála poprvé nebo po několika letech.
12. srpna 1989 skupina provedla překvapivé vystoupení v Toad's Place v New Heaven ve státě Connecticut. Vystoupení sledovalo zhruba 700 diváků, kteří si koupili lístek za pouhé 3 dolary. Bylo to první vystoupení kapely po sedmi letech, přestože předtím uspořádala malý vzpomínkový koncert na památku předčasně zesnulého pianisty Iana Stewarta.
Scénu navrhl architekt Mark Fisher ve spolupráci s Mickem Jaggerem a Charliem Wattsem. Světelný design vytvořil Patrick Woodroffe. Ve své době se jednalo o největší pódium, jaké kdy vzniklo. Pódium pro severoamerickou část turné Steel Wheels mělo představovat industriální apokalypsu, zatímco pódium pro evropské turné Urban Jungle připomínalo opuštěnou plantáž, obklopenou tropickým rozkladem a divokou zvěří. Součástí představení byly také gigantické nafukovací figuríny panen, jež se čněly v horních patrech pódia, při písni "Honky Tonk Women", dále psy při "Street Fighting Man", kdy jednoho ze psů Jagger dráždil holí a nakonec mu vlezl do tlamy. Ve své době se jednalo o nevídaný počin v oblasti scénického umění, neboť velmi prostorné pódium pohybově nejaktivnějším členům skupiny a zejména zpěváku Jaggerovi umožňovalo se pohybovat po postranních molech, v horních patrech pódia nebo na ploše pod pódiem. Zpěvák Jagger se dokonce nechal výtahem vyvézt až na samotný vrchol konstrukce, kde ve vrabčím hnízdu zazpíval několik slok písně "Sympathy for the Devil". Mick Jagger umocňoval své teatrální vystupování častým střídáním kostýmu a využívaním vizuálních efektů, jako např. během psychedelické skladby "2000 Light Years From Home".

## Setlist
Steel Wheels Tour (1989):
1. "Start Me Up"
2. "Bitch"
3. "Sad Sad Sad"
4. "Undercover of the Night"
5. "Harlem Shuffle" (cover od dua Bob & Earl)
6. "Tumbling Dice"
7. "Miss You"
8. "Ruby Tuesday"
9. "Rock and a Hard Place"
10. "Mixed Emotions"
11. "Honky Tonk Women"
12. "Midnight Rambler"
13. "You Can't Always Get What You Want"
14. "Little Red Rooster" (cover od Willieho Dixona)
15. "Can't Be Seen"
16. "Happy"
17. "Paint It Black"
18. "2000 Light Years From Home"
19. "Sympathy for the Devil"
20. "Gimme Shelter"
21. "It's Only Rock 'n Roll (But I Like It)"
22. "Brown Sugar"
23. "(I Can't Get No) Satisfaction"
24. "Jumpin' Jack Flash" (přídavek)

Urban Jungle Tour (1990):
1. "Start Me Up"
2. "Sad Sad Sad"
3. "Harlem Shuffle" (cover od dua Bob & Earl)
4. "Tumbling Dice"
5. "Miss You"
6. "Ruby Tuesday"
7. "Almost Hear You Sigh"
8. "Angie"
9. "Rock and a Hard Place"
10. "Mixed Emotions"
11. "Honky Tonk Women"
12. "Midnight Rambler"
13. "You Can't Always Get What You Want"
14. "Can't Be Seen"
15. "Happy"
16. "Paint It Black"
17. "2000 Light Years From Home"
18. "Sympathy for the Devil"
19. "Street Fighting Man"
20. "Gimme Shelter"
21. "It's Only Rock 'n Roll (But I Like It)"
22. "Brown Sugar"
23. "Jumpin' Jack Flash"
24. "(I Can't Get No) Satisfaction" (přídavek)

Ostatní písně hrány během turné:
- "Blinded By Love"
- "Boogie Chillen"
- "Factory Girl"
- "I Just Want to Make Love to You"
- "Salt of the Earth"
- "Terrifying"

## Sestava
The Rolling Stones
- Mick Jagger – zpěv, kytara, harmonika, perkuse
- Keith Richards – kytara, zpěv
- Ronnie Wood – kytara
- Bill Wyman – baskytara
- Charlie Watts – bicí

Ostatní hudebníci
- Chuck Leavell – klávesy, doprovodné vokály a hudební režie
- Matt Clifford – klávesy, doprovodné vokály, perkuse, lesní roh
- Bobby Keys – saxofon
- Bernard Fowler – doprovodné vokály, perkuse
- Lisa Fischer – doprovodné vokály (Severní Amerika a Japonsko)
- Cindy Mizelle – doprovodné vokály (Severní Amerika a Japonsko)
- Pamela Quinlan – doprovodné vokály (Severní Amerika a Evropa)
- Lorelei McBroom – doprovodné vokály (Evropa)
- Sophia Jones – doprovodné vokály (Evropa)
- The Uptown Horns:
  - Arno Hecht – saxofon
  - Bob Funk – pozoun
  - Crispin Cioe – saxofon
  - Paul Litteral – trubka

Hosté
- Living Colour – (14. prosince, Montréal, Kanda; při skladbě "It's Only Rock 'n' Roll (But I Like It)")
- Axl Rose – zpěv (19. prosince 1989, Atlantic City, New Jersey; při skladbě "Salt of the Earth")
- Izzy Stradlin – kytara (19. prosince 1989, Atlantic City, New Jersey; při skladbě "Salt of the Earth")
- Eric Clapton – kytara (19. prosince 1989, Atlantic City, New Jersey; při skladbách "Little Red Rooster" a "Boogie Chillen'")
- John Lee Hooker – kytara, zpěv (19. prosince 1989, Atlantic City, New Jersey; při skladbě "Boogie Chillen")

## Seznam koncertů
| Datum              | Město                 | Stát               | Místo                           | Počet diváků      | Hrubý výdělek     | Předkapela                                |
| Zahřívací koncert  | Zahřívací koncert     | Zahřívací koncert  | Zahřívací koncert               | Zahřívací koncert | Zahřívací koncert | Zahřívací koncert                         |
| ------------------ | --------------------- | ------------------ | ------------------------------- | ----------------- | ----------------- | ----------------------------------------- |
| 12. srpna 1989     | New Haven             | Spojené státy      | Toad's Place                    | ―                 | ―                 | Sons of Bob                               |
| Severní Amerika    |                       |                    |                                 |                   |                   |                                           |
| 31. srpna 1989     | Filadelfie            | Spojené státy      | Veterans Stadium                | 110 556 / 110 556 | 3 181 143 $       | Living Colour                             |
| 1. září 1989       | Filadelfie            | Spojené státy      | Veterans Stadium                | 110 556 / 110 556 | 3 181 143 $       | Living Colour                             |
| 3. září 1989       | Toronto               | Kanada             | CNE Stadium                     | 121 897 / 121 897 | 3 368 752 $       | Living Colour                             |
| 4. září 1989       | Toronto               | Kanada             | CNE Stadium                     | 121 897 / 121 897 | 3 368 752 $       | Living Colour                             |
| 6. září 1989       | Pittsburgh            | Spojené státy      | Three Rivers Stadium            | 62 939 / 62 939   | 1 790 526 $       | Living Colour                             |
| 8. září 1989       | East Troy             | Spojené státy      | Alpine Valley                   | 105 995 / 105 995 | 2 941 882 $       | Living Colour                             |
| 9. září 1989       | East Troy             | Spojené státy      | Alpine Valley                   | 105 995 / 105 995 | 2 941 882 $       | Living Colour                             |
| 11. září 1989      | East Troy             | Spojené státy      | Alpine Valley                   | 105 995 / 105 995 | 2 941 882 $       | Living Colour                             |
| 14. září 1989      | Cincinnati            | Spojené státy      | Riverfront Stadium              | 53 555 / 53 555   | 1 522 536 $       | Living Colour                             |
| 16. září 1989      | Raleigh               | Spojené státy      | Carter―Finley Stadium           | 52 881 / 52 881   | 1 506 393 $       | Living Colour                             |
| 17. září 1989      | St. Louis             | Spojené státy      | Busch Stadium                   | 53 705 / 53 705   | 1 528 397 $       | Living Colour                             |
| 19. září 1989      | Louisville            | Spojené státy      | Cardinal Stadium                | 39 301 / 39 301   | 1 120 075 $       | Living Colour                             |
| 21. září 1989      | Syracuse              | Spojené státy      | Carrier Dome                    | 73 828 / 73 828   | 2 082 325 $       | Living Colour                             |
| 22. září 1989      | Syracuse              | Spojené státy      | Carrier Dome                    | 73 828 / 73 828   | 2 082 325 $       | Living Colour                             |
| 24. září 1989      | Washington, D.C.      | Spojené státy      | Robert F. Kennedy Stadium       | 105 267 / 105 267 | 2 988 142 $       | Living Colour                             |
| 25. září 1989      | Washington, D.C.      | Spojené státy      | Robert F. Kennedy Stadium       | 105 267 / 105 267 | 2 988 142 $       | Living Colour                             |
| 27. září 1989      | Cleveland             | Spojené státy      | Municipal Stadium               | 61 527 / 61 527   | 1 753 520 $       | Living Colour                             |
| 29. září 1989      | Foxborough            | Spojené státy      | Sullivan Stadium                | 163 308 /163 308  | 4 648 338 $       | Living Colour                             |
| 1. října 1989      | Foxborough            | Spojené státy      | Sullivan Stadium                | 163 308 /163 308  | 4 648 338 $       | Living Colour                             |
| 3. října 1989      | Foxborough            | Spojené státy      | Sullivan Stadium                | 163 308 /163 308  | 4 648 338 $       | Living Colour                             |
| 5. října 1989      | Birmingham            | Spojené státy      | Legion Field                    | 63 523 / 63 523   | 1 804 348 $       | Living Colour                             |
| 7. října 1989      | Ames                  | Spojené státy      | Cyclone Field                   | 55 857 / 55 857   | 1 589 273 $       | Living Colour                             |
| 8. října 1989      | Kansas City           | Spojené státy      | Arrowhead Stadium               | 55 306 / 55 306   | 1 576 075 $       | Living Colour                             |
| 10. října 1989     | New York              | Spojené státy      | Shea Stadium                    | 124 524 / 124 524 | 3 735 610 $       | Living Colour                             |
| 11. října 1989     | New York              | Spojené státy      | Shea Stadium                    | 124 524 / 124 524 | 3 735 610 $       | Living Colour                             |
| 18. října 1989     | Los Angeles           | Spojené státy      | Los Angeles Memorial Coliseum   | 360 069 / 360 069 | 9 166 937 $       | Guns N' Roses, Living Colour              |
| 19. října 1989     | Los Angeles           | Spojené státy      | Los Angeles Memorial Coliseum   | 360 069 / 360 069 | 9 166 937 $       | Guns N' Roses, Living Colour              |
| 21. října 1989     | Los Angeles           | Spojené státy      | Los Angeles Memorial Coliseum   | 360 069 / 360 069 | 9 166 937 $       | Guns N' Roses, Living Colour              |
| 22. října 1989     | Los Angeles           | Spojené státy      | Los Angeles Memorial Coliseum   | 360 069 / 360 069 | 9 166 937 $       | Guns N' Roses, Living Colour              |
| 25. října 1989     | New York              | Spojené státy      | Shea Stadium                    | 263 069 / 263 069 | 7 871 842 $       | Living Colour                             |
| 26. října 1989     | New York              | Spojené státy      | Shea Stadium                    | 263 069 / 263 069 | 7 871 842 $       | Living Colour                             |
| 28. října 1989     | New York              | Spojené státy      | Shea Stadium                    | 263 069 / 263 069 | 7 871 842 $       | Living Colour                             |
| 29. října 1989     | New York              | Spojené státy      | Shea Stadium                    | 263 069 / 263 069 | 7 871 842 $       | Living Colour                             |
| 1. listopadu 1989  | Vancouver             | Kanada             | BC Place Stadium                | 110 591 / 110 591 | 3 065 058 $       | Living Colour                             |
| 2. listopadu 1989  | Vancouver             | Kanada             | BC Place Stadium                | 110 591 / 110 591 | 3 065 058 $       | Living Colour                             |
| 4. listopadu 1989  | Oakland               | Spojené státy      | Oakland―Almeda County Coliseum  | 117 603 / 117 603 | 3 347 518 $       | Living Colour                             |
| 5. listopadu 1989  | Oakland               | Spojené státy      | Oakland―Almeda County Coliseum  | 117 603 / 117 603 | 3 347 518 $       | Living Colour                             |
| 8. listopadu 1989  | Houston               | Spojené státy      | Astrodome                       | 52 278 / 52 278   | 1 486 623 $       | Living Colour                             |
| 10. listopadu 1989 | Dallas                | Spojené státy      | Cotton Bowl                     | 119 856 / 119 856 | 3 410 856 $       | Living Colour                             |
| 11. listopadu 1989 | Dallas                | Spojené státy      | Cotton Bowl                     | 119 856 / 119 856 | 3 410 856 $       | Living Colour                             |
| 13. listopadu 1989 | New Orleans           | Spojené státy      | Louisiana Superdome             | 59 339 / 59 339   | 1 682 220 $       | Living Colour                             |
| 15. listopadu 1989 | Miami                 | Spojené státy      | Orange Bowl                     | 107 175 / 107 175 | 3 054 488 $       | Living Colour                             |
| 16. listopadu 1989 | Miami                 | Spojené státy      | Orange Bowl                     | 107 175 / 107 175 | 3 054 488 $       | Living Colour                             |
| 18. listopadu 1989 | Tampa                 | Spojené státy      | Tampa Stadium                   | 63 415 / 63 415   | 1 802 884 $       | Living Colour                             |
| 21. listopadu 1989 | Atlanta               | Spojené státy      | Grant Field                     | 49 311 / 49 311   | 1 401 082 $       | Living Colour                             |
| 25. listopadu 1989 | Jacksonville          | Spojené státy      | Gator Bowl                      | 62 637 / 62 637   | 1 779 205 $       | Living Colour                             |
| 26. listopadu 1989 | Clemson               | Spojené státy      | Memorila Stadium                | 63 784 / 63 784   | 1 817 844 $       | Living Colour                             |
| 29. listopadu 1989 | Minneapolis           | Spojené státy      | Hubert H. Humphrey Metrodome    | 104 780 / 104 780 | 2 976 592 $       | Living Colour                             |
| 30. listopadu 1989 | Minneapolis           | Spojené státy      | Hubert H. Humphrey Metrodome    | 104 780 / 104 780 | 2 976 592 $       | Living Colour                             |
| 3. prosince 1989   | Toronto               | Kanada             | SkyDome                         | 117 446 / 117 446 | 3 282 757 $       | Living Colour                             |
| 4. prosince 1989   | Toronto               | Kanada             | SkyDome                         | 117 446 / 117 446 | 3 282 757 $       | Living Colour                             |
| 6. prosince 1989   | Indianapolis          | Spojené státy      | Hoosier Dome                    | 89 078 / 89 078   | 2 533 955 $       | Living Colour                             |
| 7. prosince 1989   | Indianapolis          | Spojené státy      | Hoosier Dome                    | 89 078 / 89 078   | 2 533 955 $       | Living Colour                             |
| 9. prosince 1989   | Pontiac               | Spojené státy      | Silverdome                      | 100 234 / 100 234 | 2 956 834 $       | Living Colour                             |
| 10. prosince 1989  | Pontiac               | Spojené státy      | Silverdome                      | 100 234 / 100 234 | 2 956 834 $       | Living Colour                             |
| 13. prosince 1989  | Montréal              | Kanada             | Olympic Stadium                 | 123 962 / 123 962 | 3 490 123 $       | Living Colour                             |
| 14. prosince 1989  | Montréal              | Kanada             | Olympic Stadium                 | 123 962 / 123 962 | 3 490 123 $       | Living Colour                             |
| 17. prosince 1989  | Atlantic City         | Spojené státy      | Convention Center               | ―                 | ―                 | ―                                         |
| 19. prosince 1989  | Atlantic City         | Spojené státy      | Convention Center               | ―                 | ―                 | ―                                         |
| 20. prosince 1989  | Atlantic City         | Spojené státy      | Convention Center               | ―                 | ―                 | ―                                         |
| Asie               |                       |                    |                                 |                   |                   |                                           |
| 14. února 1990     | Tokio                 | Japonsko           | Tokyo Dome                      | 550 000 / 550 000 | 30 000 000 $      | ―                                         |
| 16. února 1990     | Tokio                 | Japonsko           | Tokyo Dome                      | 550 000 / 550 000 | 30 000 000 $      | ―                                         |
| 17. února 1990     | Tokio                 | Japonsko           | Tokyo Dome                      | 550 000 / 550 000 | 30 000 000 $      | ―                                         |
| 19. února 1990     | Tokio                 | Japonsko           | Tokyo Dome                      | 550 000 / 550 000 | 30 000 000 $      | ―                                         |
| 20. února 1990     | Tokio                 | Japonsko           | Tokyo Dome                      | 550 000 / 550 000 | 30 000 000 $      | ―                                         |
| 21. února 1990     | Tokio                 | Japonsko           | Tokyo Dome                      | 550 000 / 550 000 | 30 000 000 $      | ―                                         |
| 23. února 1990     | Tokio                 | Japonsko           | Tokyo Dome                      | 550 000 / 550 000 | 30 000 000 $      | ―                                         |
| 24. února 1990     | Tokio                 | Japonsko           | Tokyo Dome                      | 550 000 / 550 000 | 30 000 000 $      | ―                                         |
| 26. února 1990     | Tokio                 | Japonsko           | Tokyo Dome                      | 550 000 / 550 000 | 30 000 000 $      | ―                                         |
| 27. února 1990     | Tokio                 | Japonsko           | Tokyo Dome                      | 550 000 / 550 000 | 30 000 000 $      | ―                                         |
| Evropa             |                       |                    |                                 |                   |                   |                                           |
| 18. května 1990    | Rotterdam             | Nizozemsko         | Stadion Feijenoord              | ―                 | ―                 | Gun                                       |
| 19. května 1990    | Rotterdam             | Nizozemsko         | Stadion Feijenoord              | ―                 | ―                 | Gun                                       |
| 21. května 1990    | Rotterdam             | Nizozemsko         | Stadion Feijenoord              | ―                 | ―                 | Gun                                       |
| 23. května 1990    | Hannover              | Německo            | Niedersachenstadion             | ―                 | ―                 | Gun                                       |
| 24. května 1990    | Hannover              | Německo            | Niedersachenstadion             | ―                 | ―                 | Gun                                       |
| 26. května 1990    | Frankfurt nad Mohanem | Německo            | Waldstadion                     | ―                 | ―                 | Gun                                       |
| 27. května 1990    | Frankfurt nad Mohanem | Německo            | Waldstadion                     | ―                 | ―                 | Gun                                       |
| 30. května 1990    | Kolín nad Rýnem       | Německo            | Müngersdorfer Stadion           | ―                 | ―                 | Die Toten Hosen                           |
| 31. května 1990    | Kolín nad Rýnem       | Německo            | Müngersdorfer Stadion           | ―                 | ―                 | Die Toten Hosen                           |
| 2. června 1990     | Mnichov               | Německo            | Olympiastadion                  | ―                 | ―                 | Gun                                       |
| 3. června 1990     | Mnichov               | Německo            | Olympiastadion                  | ―                 | ―                 | Gun                                       |
| 6. června 1990     | Berlín                | Německo            | Olympiastadion                  | ―                 | ―                 | Gun                                       |
| 10. června 1990    | Lisabon               | Portugalsko        | Estádio José Alvalade           | ―                 | ―                 | Gun                                       |
| 13. června 1990    | Barcelona             | Španělsko          | Estadi Olímpic de Montjuïc      | ―                 | ―                 | Gun                                       |
| 14. června 1990    | Barcelona             | Španělsko          | Estadi Olímpic de Montjuïc      | ―                 | ―                 | Gun                                       |
| 16. června 1990    | Madrid                | Španělsko          | Estadio Vicente Calderón        | ―                 | ―                 | Gun                                       |
| 17. června 1990    | Madrid                | Španělsko          | Estadio Vicente Calderón        | ―                 | ―                 | Gun                                       |
| 20. června 1990    | Marseille             | Francie            | Stade Vélodrome                 | ―                 | ―                 | Gun                                       |
| 22. června 1990    | Paříž                 | Francie            | Parc des Princes                | ―                 | ―                 | Gun                                       |
| 23. června 1990    | Paříž                 | Francie            | Parc des Princes                | ―                 | ―                 | Gun                                       |
| 25. června 1990    | Paříž                 | Francie            | Parc des Princes                | ―                 | ―                 | Gun                                       |
| 27. června 1990    | Basilej               | Švýcarsko          | St. Jakob Stadium               | ―                 | ―                 | Gun                                       |
| 4. července 1990   | Londýn                | Spojené království | Wembley Stadium                 | ―                 | ―                 | Gun                                       |
| 6. července 1990   | Londýn                | Spojené království | Wembley Stadium                 | ―                 | ―                 | Gun                                       |
| 7. července 1990   | Londýn                | Spojené království | Wembley Stadium                 | ―                 | ―                 | Gun                                       |
| 9. července 1990   | Glasgow               | Spojené království | Hampden Park                    | ―                 | ―                 | Gun                                       |
| 16. července 1990  | Cardiff               | Spojené království | Cardiff Arms Park               | ―                 | ―                 | Dan Reed Network                          |
| 18. července 1990  | Newcastle upon Tyne   | Spojené království | St James' Park                  | ―                 | ―                 | Dan Reed Network                          |
| 20. července 1990  | Manchester            | Spojené království | Maine Road                      | ―                 | ―                 | Dan Reed Network                          |
| 21. července 1990  | Manchester            | Spojené království | Maine Road                      | ―                 | ―                 | Dan Reed Network                          |
| 25. července 1990  | Řím                   | Itálie             | Stadio Flaminio                 | ―                 | ―                 | Dan Reed Network                          |
| 26. července 1990  | Řím                   | Itálie             | Stadio Flaminio                 | ―                 | ―                 | Dan Reed Network                          |
| 28. července 1990  | Turín                 | Itálie             | Stadio delle Alpi               | ―                 | ―                 | Dan Reed Network                          |
| 3. srpna 1990      | Göteborg              | Švédsko            | Eriksberg Docks Concert Grounds | ―                 | ―                 | Dan Reed Network                          |
| 4. srpna 1990      | Göteborg              | Švédsko            | Eriksberg Docks Concert Grounds | ―                 | ―                 | Dan Reed Network                          |
| 6. srpna 1990      | Oslo                  | Norsko             | Valle Hovin Stadion             | ―                 | ―                 | Dan Reed Network                          |
| 7. srpna 1990      | Oslo                  | Norsko             | Valle Hovin Stadion             | ―                 | ―                 | Dan Reed Network                          |
| 9. srpna 1990      | Kodaň                 | Dánsko             | Idrætspark                      | ―                 | ―                 | Dan Reed Network                          |
| 13. srpna 1990     | Berlín                | Německo            | Radrennbahn Weißensee           | ―                 | ―                 | Dan Reed Network                          |
| 14. srpna 1990     | Berlín                | Německo            | Radrennbahn Weißensee           | ―                 | ―                 | Dan Reed Network                          |
| 16. srpna 1990     | Gelsenkirchen         | Německo            | Parkstadion                     | ―                 | ―                 | Dan Reed Network                          |
| 18. srpna 1990     | Praha                 | Československo     | Velký strahovský stadion        | 100 000 / 100 000 | ―                 | Dan Reed Network, Vladimír Mišík & Etc... |
| 24. srpna 1990     | Londýn                | Spojené království | Wembley Stadium                 | ―                 | ―                 | Dan Reed Network                          |
| 25. srpna 1990     | Londýn                | Spojené království | Wembley Stadium                 | ―                 | ―                 | Dan Reed Network                          |
| CELKEM             | CELKEM                | CELKEM             | CELKEM                          | 6 830 327         |                   |                                           |